# NGC 504
NGC 504 es una galaxia lenticular de la constelación de Piscis. 
Fue descubierta el 22 de noviembre de 1827 por el astrónomo John Herschel.